# 马利镇
马利镇，是中华人民共和国西藏自治区昌都市洛隆县下辖的一个乡镇级行政单位。

## 行政区划
马利镇下辖以下地区：
马利村、久修村、瓦河村、布许村和夏依村。